# Cucut maragda ventregroc
El cucut maragda ventregroc o cucut maragda africà (Chrysococcyx cupreus) és una espècie d'ocell de la família dels cucúlids (Cuculidae) que habita zones boscoses i sabanes de la major part de l'Àfrica subsahariana.